# تمثال الحرية
تمثال الحرية (بالإنجليزية: Statue of Liberty)، واسمه الكامل الحرية تنير العالم (بالإنجليزية: Liberty Enlightening the World، بالفرنسية: La Liberté éclairant le monde)، هو عمل فني نحتي قامت فرنسا بإهدائه إلى الولايات المتحدة الأميركية  في 28 أكتوبر عام 1886 كهدية تذكارية، بهدف توثيق صداقة البلدين بمناسبة الذكرى المئوية للثورة الأميركية (1775- 1783)
ومنذ ذلك الحين استقر التمثال بموقعه المطل على خليج نيويورك ولاية نيويورك الأميركية ليكون في استقبال كل زائري البلاد سواء كانوا سائحين أو مهاجرين. قام بتصميمه فريدريك بارتولدي بينما صمم هيكله الإنشائي غوستاف إيفل.
كان التمثال تحت إدارة مجلس منارات الولايات المتحدة حتى عام 1901 وبعد ذلك تولت وزارة الحرب المسؤولية؛ ومنذ عام 1933، حافظت دائرة المتنزهات الوطنية عليه كجزء باعتباره نصبًا تذكاريًا وطنيًا، وهو من أهم مناطق الجذب السياحي. يمكن لعدد محدود من الزوار الوصول إلى حافة القاعدة والجزء الداخلي من تاج التمثال من الداخل؛ تم حظر الوصول العام إلى الشعلة منذ عام 1916.

## الموقع والمساحة
يستقر التمثال على جزيرة الحرية الواقعة في خليج نيويورك؛ حيث يبعد مسافة 600 مترا عن مدينة جيرسي بولاية نيوجيرسي و 2.5 كيلومترا إلى الجنوب الغربي من مانهاتن، بمساحة إجمالية تقدر بـ 49,000 متر مربع (12 أكرا).

## التمثال
الاسم الرسمي لهذا التمثال هو "الحرية تنير العالم" (بالإنجليزية: Liberty Enlightening the World)، «وهو يمثل الديمقراطية أو الفكر الليبرالي الحر Liberal Thought» ويرمز إلى سيدة تحررت من قيود الاستبداد التي ألقيت عند إحدى قدميها. تمسك هذه السيدة في يدها اليمنى مِشعلاً يرمز إلى الحرية، بينما تحمل في يدها اليسرى كتاباً نقش عليه بأحرف رومانية جملة "4 يوليو 1776"، وهو تاريخ إعلان الاستقلال الأمريكي، أما على رأسها فهي ترتدي تاجاً مكوناً من 7 أسنة تمثل أشعة ترمز إلى البحار السبع أو القارات السبع الموجودة في العالم.
يرتكز التمثال على قاعدة أسمنتية-جرانيتية يبلغ عرضها 47 مترا (154 قدم)، ويبلغ طوله من القدم إلى أعلى المشعل 46 متر (151 قدم)، بينما يبلغ الطول الكلي بالقاعدة 93 متراً (305 قدم). ويتكون من ألواح نحاسية بسُمك 2.5 مم (0.01 إنش) مثبتة إلى الهيكل الحديدي، ويزن إجمالياً 125 طن.
يحيط بالتمثال ككل حائط ذو شكل نجمي (نجمة ذات 10 رؤوس)، وقد تم بناؤه في عام 1812 كجزء من حصن وود (بالإنجليزية: Fort Wood) والذي استخدم للدفاع عن مدينة نيويورك أثناء الحرب الأهلية الأمريكية (1861-1865).

## نبذة تاريخية
القرن الثالث ميلادياً

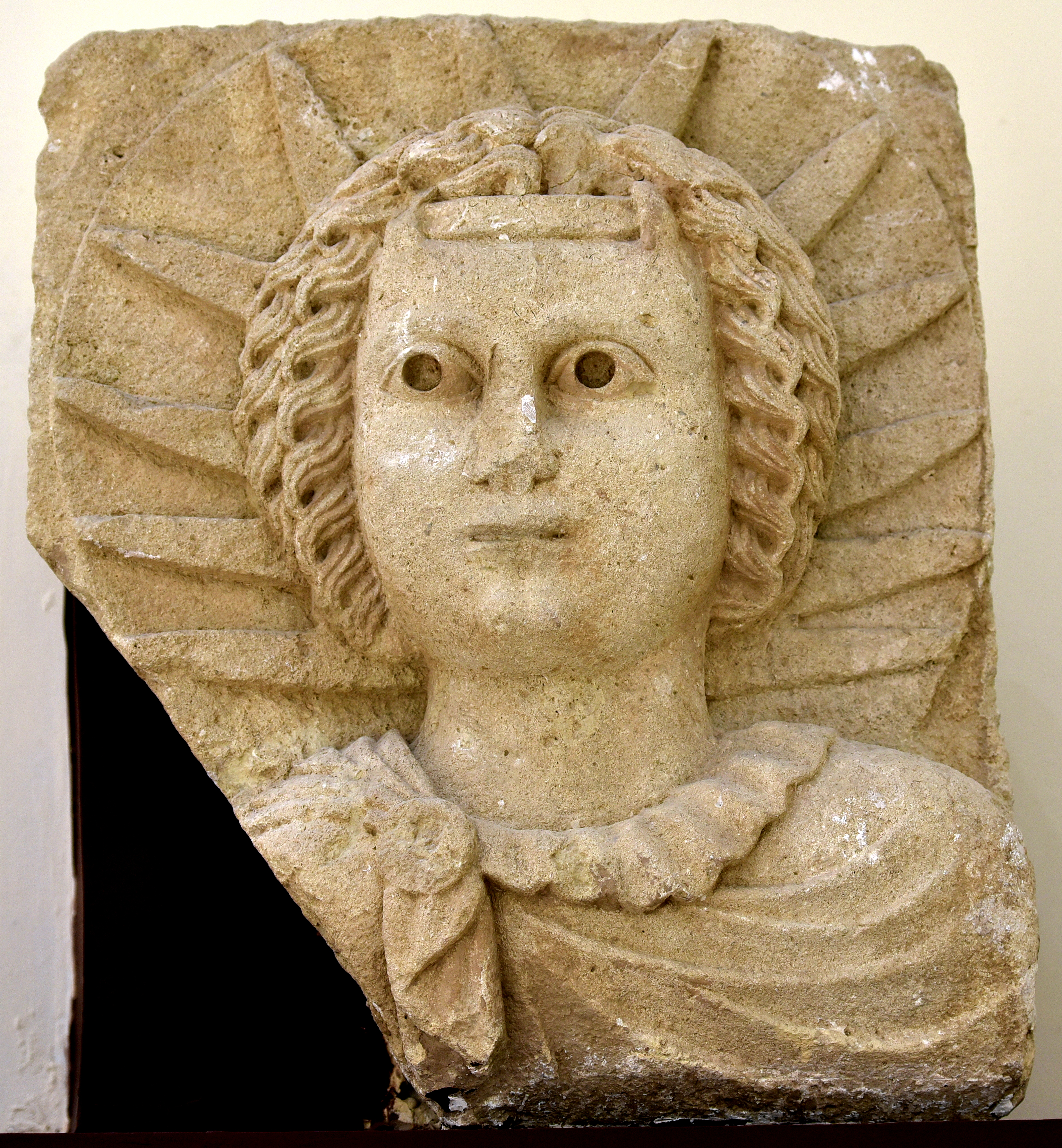
تمثال يمثل إله الشمس، في مملكة الحضر في بلاد الرافدين (العراق) حالياً

في هذه الصورة نرى تمثال إله الشمس في مملكة الحضر في بلاد الرافدين والذي تشع الاشعة حول رأسه وقد كان يعبده سكان مدينة الحضر في حدود القرن الثالث ميلادياً 

### القرن التاسع عشر
في عام 1869 قام فريدريك بارتولدي (بالفرنسية: Frédéric Auguste Bartholdi) بتصميم نموذج مُصغر لمنارة على شكل فلاحة مصرية مسلمة تلبس الثوب الطويل ترفع يدها حاملة شعلة يخرج منها ضوء لإرشاد السفن، وتحمل شعار "ُEgypt Carrying the Light to Asia"، «مصر تحمل الضوء لأسيا».
كانت أشعة الشمس على الرأس مستقاة من عملة مصرية تاريخية تظهر بطليموس الثالث الحاكم الثالث من البطالمة في مصر. وعرضه على الخديوي إسماعيل ليتم وضع التمثال في مدخل قناة السويس المفتتحة حديثا في 16 نوفمبر من نفس العام، لكن الخديوي إسماعيل اعتذر عن قبول اقتراح بارتولدي نظرا للتكاليف الباهظة التي يتطلبها هذا المشروع، حيث لم يكن لدى مصر السيولة اللازمة لمثل هذا المشروع خاصة بعد تكاليف حفر القناة ثم حفل افتتاحها، وبنى بدلا من ذلك منارة بارتفاع 180 قدم.
في هذا الوقت، كانت الجمهورية الفرنسية الثالثة (1870-1940) تتملكها فكرة إهداء هدايا تذكارية لدول شقيقة عبر البحار من أجل تأصيل أواصر الصداقة بها، لذلك تم التفكير في إهداء الولايات المتحدة الأمريكية هذا التمثال في ذكري احتفالها بالذكرى المئوية لإعلان الاستقلال، والتي يحين موعدها في 4 يوليو 1876.
وبدأت الاستعدادات على قدم وساق، حيث تم الاتفاق على أن يتولى الفرنسيون تصميم التمثال بينما يتولي الأمريكيون تصميم القاعدة التي سوف يستقر عليها. من أجل ذلك، بدأت حملة ضخمة في كل من البلدين لإيجاد التمويل اللازم لمثل هذا المشروع الضخم؛ ففي فرنسا كانت الضرائب ووسائل الترفيه التي يستخدمها المواطنون وكذلك اليانصيب هي الوسائل التي استطاعت من خلالها فرنسا توفير مبلغ 2,250,000 فرنك لتمويل التصميم والشحن إلى الولايات المتحدة.
على الضفة الأخرى من المحيط الأطلسي كانت المعارض الفنية وتلك المسرحية وسيلة الأمريكيين لتوفير الأموال لبناء قاعدة التمثال، وكان يقود هذه الحملة السيناتور وعمدة نيويورك ويليام إيفارتز (بالإنجليزية: William M. Evarts) - الذي أصبح وزير الخارجية الأمريكي فيما بعد - غير أن هذا لم يكن كافياً، مما حدى بـ جوزيف بوليتزر (بالإنجليزية: Joseph Pulitzer) - صاحب جائزة بوليتزر فيما بعد - أن يقوم بحملة من خلال الجريدة التي كان يصدرها تحت اسم العالم (أخبار عالمية) ثم لاحقاً تم اختيار موقع المشروع على جزيرة الحرية التي كانت تعرف حينها باسم جزيرة بدلو (بالإنجليزية: Bedloe) حتى عام 1956.
من ضمن هذه الجهود أيضاً ما قامت به الشاعرة الأمريكية إيما لازاروس (بالإنجليزية: Emma Lazarus)، حيث قامت بتأليف قصيدة تسمي قصيدة التمثال الجديد (بالإنجليزية: The New Colossus) في 2 نوفمبر 1883، على أن هذه القصيدة لم تصبح مشهورة إلا بعد ذلك بسنوات كما سوف يأتي لاحقاً.

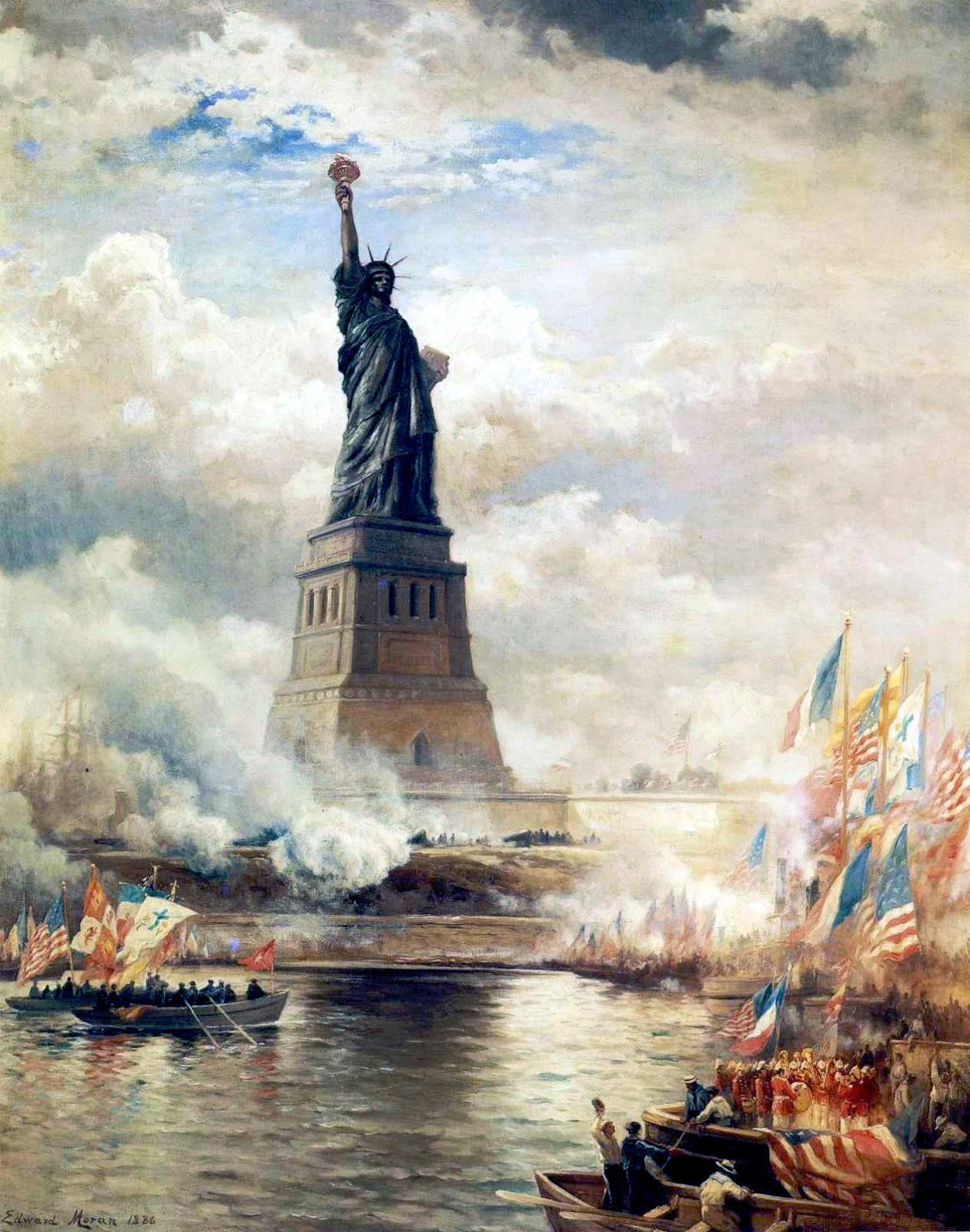
إزاحة الستار عن التمثال في 1886

وهكذا، توفرت الأموال اللازمة، وقام المعماري الأميريكي ريتشارد موريس هنت (بالإنجليزية: Richard Morris Hunt) بتصميم القاعدة وانتهى منها في أغسطس من العام 1885 ليتم وضع حجر الأساس في الخامس من هذا نفس الشهر. وبعدها بعام اكتملت أعمال بنائها في 22 إبريل 1886. أما عن الهيكل الإنشائي، فكان يعمل عليه المهندس الفرنسي يوجيني لو دوك (بالفرنسية: Eugène Viollet-le-Duc) لكنه توفي قبل الانتهاء من التصميم، فتم تكليف غوستاف إيفل ليقوم بإكمال ذلك العمل. وبالفعل قام إيفل بتصميم الهيكل المعدني بحيث يتكون من إطار رئيسي للتمثال يتم تثبيته في إطار ثاني في القاعدة لضمان ثبات التمثال.

### شحن وتركيب التمثال
انتهت أعمال تصميم التمثال في فرنسا مبكرا في يوليو عام 1884 فتم شحن التمثال على الباخرة الفرنسية إيزري (بالفرنسية: Isere)، حيث وصلت إلى ميناء نيويورك في 17 يونيو 1885. وتم تفكيك التمثال إلى 350 قطعة وضعت في 214 صندوق لتخزينها لحين انتهاء أعمال بناء القاعدة التي سيوضع عليها والتي انتهت في وقت لاحق لوصول التمثال.
وهكذا في 28 أكتوبر 1886 - أي بعد انتهاء اكتمال بناء قاعدة التمثال 6 أشهر - قام الرئيس الأمريكي جروفر كليفلاند (بالإنجليزية: Grover Cleveland) بافتتاح التمثال في احتفال كبير، وقد ألقى فيه السيناتور وعمدة نيويورك الذي قاد حملة التبرعات - ويليام إيفارتز (بالإنجليزية: William M. Evarts) - كلمة بهذه المناسبة.

### القرن العشرون
في عام 1903 تم وضع لوحة تذكارية من البرونز على حائط قاعدة البرج الداخلية مكتوبا عليها كلمات الشاعرة الأميريكية إيما لازاروس (بالإنجليزية: Emma Lazarus) بعد 20 عاما من كتابتها في 1883.
في عام 1916 - في إطار الحرب العالمية الأولى - وقع انفجار في مدينة جيرسي ألحق أضرارا بالتمثال بلغت قيمتها 100,000 $ دولار أمريكي مما أدّى إلى تحديد حجم الزائرين حتى تم الإصلاح.
في 15 أكتوبر 1924 تم إعلان التمثال والجزيرة كأثر قومي، وتقوم بإدارتها إدارة الحدائق الوطنية (بالإنجليزية: National Park Service - NPS)، وهي تـُعتبر الجهة الفيدرالية المنوط بها إدارة المناطق الأثرية في جميع أنحاء الولايات.

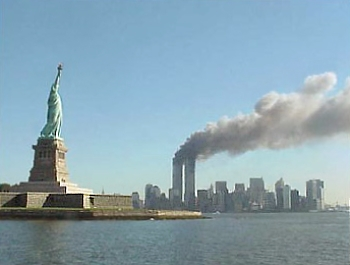
احتراق برجي مركز التجارة العالمي 11 سبتمبر 2001

في 28 أكتوبر 1936 مثل اليوبيل الذهبي لإنشاء التمثال، لذلك قام الرئيس الأمريكي فرانكلين روزفلت (بالإنجليزية: Franklin D. Roosevelt) بإعادة إهداء التمثال والاعتراف بفضله على الأمة الأمريكية.
أما في عام 1984، فقد انضم التمثال إلى قائمة مواقع التراث العالمي التي تقوم بتصنيفها اليونسكو.
وبعدها بسنتين في عام 1986 واستعدادا للاحتفال بمئوية التمثال، فقد تم عمل ترميم شامل له وتم تركيب طبقة ذهبية جديدة للمشعل تتلألأ عليها أضواء مدينة نيويورك ليلاً.

### القرن الحادي والعشرون

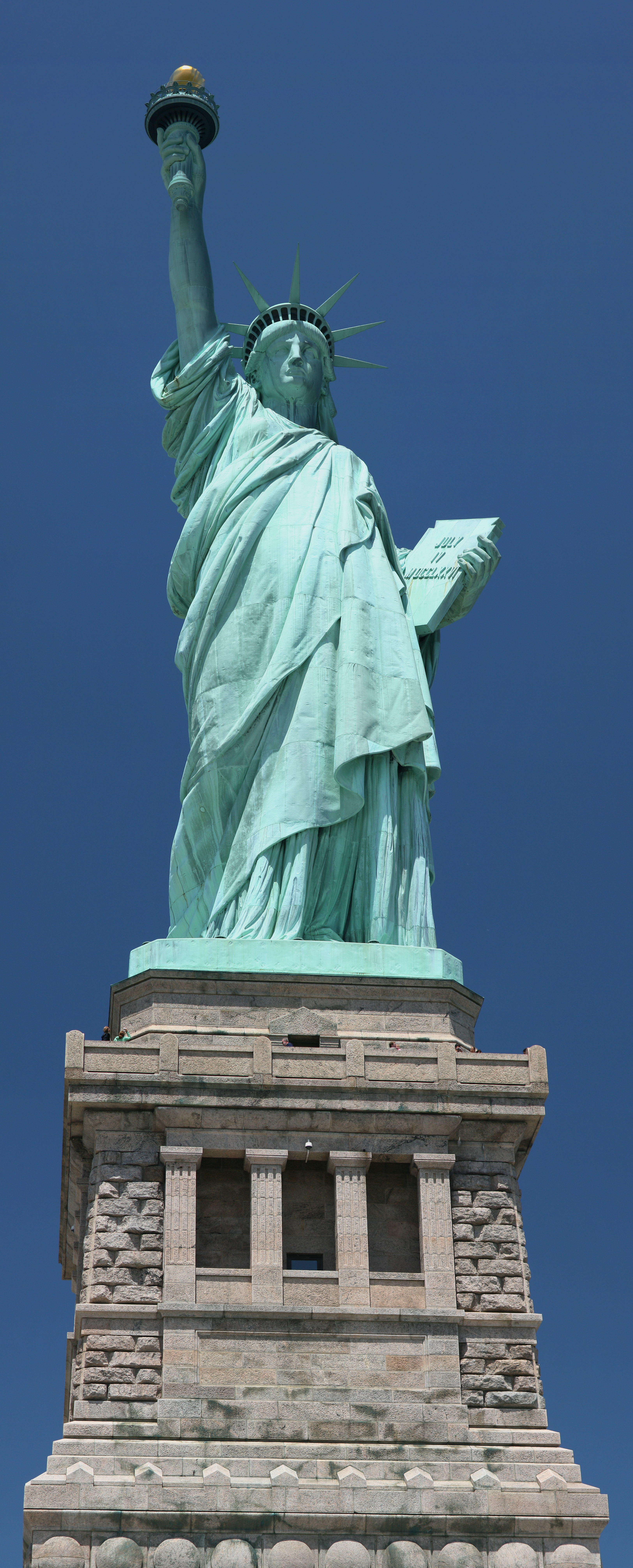

بعد أحداث الحادي عشر من سبتمبر 2001، قامت السلطات الأمريكية بإغلاق التمثال والمتحف والجزيرة أمام الجمهور لمراجعة الإجراءات الأمنية وتطويرها، ثم أعيد افتتاح الجزء الخارجي في 20 ديسمبر 2001. ظلت باقي الأجزاء مغلقة حتى تم افتتاح القاعدة مرة أخرى للجمهور في 3 أغسطس 2004 م -أي بعد 3 سنوات من الإغلاق- لكن لا يـُسمح بعد بالدخول إليه. ويتعرض الزائرين لتفتيش أمني مشابه لذلك المعمول به في المطارات ضمن الإجراءات الأمنية الجديدة.

## ملخص الأرقام

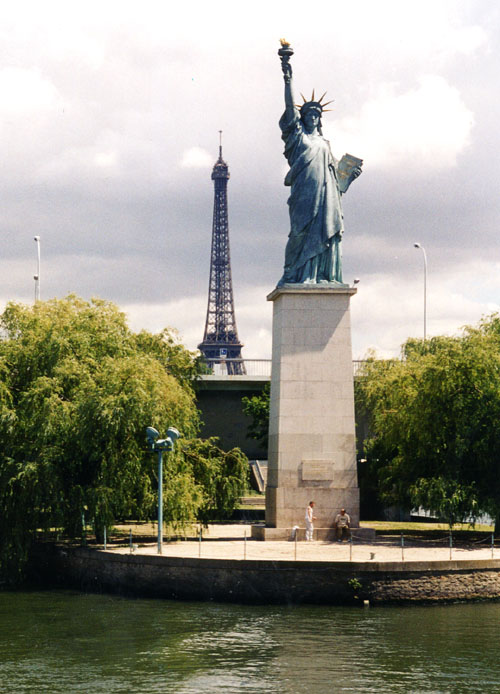
نسخة متماثلة من تمثال الحرية في فرنسا على نهر السين تم نصبها في العام 1889

### تواريخ
- تاريخ وضع حجر الأساس: 5 أغسطس 1885.
- تاريخ نهاية أعمال الإنشائية: 22 إبريل 1886.
- تاريخ نهاية التصميم في فرنسا: يوليو 1885.
- تاريخ وصول التمثال إلى نيويورك: 17 يونيو 1885.
- تاريخ الافتتاح الرسمي: 28 أكتوبر 1886.
- تاريخ إعلانه كأثر قومي: 16 أكتوبر 1924.
- تاريخ انضمامه إلى قائمة التراث العالمي: 1984.

### أرقام
- الوزن الكلي: 125 طن.
- عرض القاعدة: 47 متر (154 قدم).
- ارتفاع التمثال: 46 متر (151 قدم).
- الارتفاع الكلي: 93 متر (305 قدم).
- طول اليد: 5 متر (16 قدم 1/2 إنش).
- طول الذراع الأيمن: 12.80 متر (42 قدم).
- طول إصبع السبابة: 2.44 متر (8 قدم).
- عرض الوجه من الإذن للإذن: 3.05 متر (10 قدم).
- طول الأنف: 1.37 متر (4 قدم 6 إنش).
- طول العين: 0.76 متر (2 قدم 6 إنش).
- عرض عرض الفم: 0.91 متر (3 قدم).
- عرض الوسط: 10.67 متر (35 قدم).
- عدد الزوار السنوي في عام (2004): 3 مليون.
- عدد الزوار طوال 116 عاما (1889-2005): غير متاح.

## تماثيل مثيلة

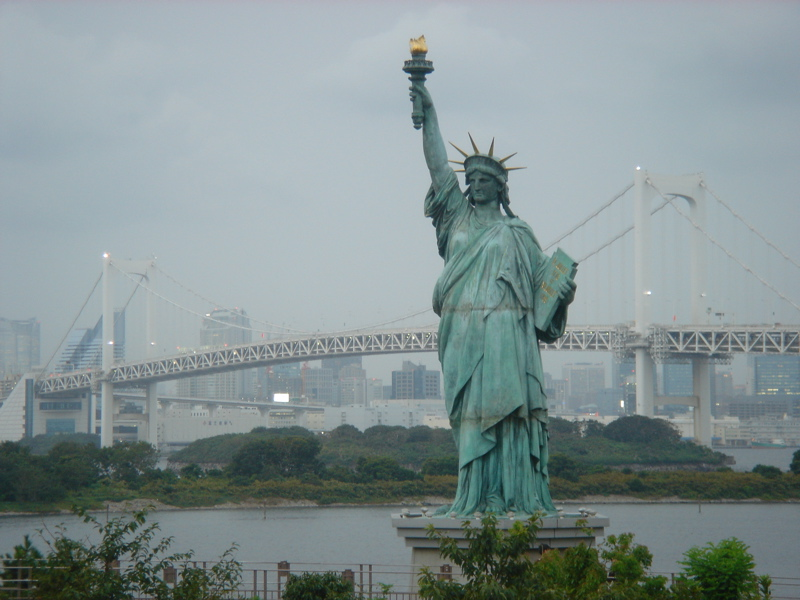
مثيل لتمثال الحرية في أودايبا، طوكيو، اليابان.

هناك مئات من تماثيل الحرية تم نصبها في أنحاء العالم، أشهرها تلك الموجودة في باريس، النمسا، ألمانيا، إيطاليا، اليابان، الصين، وفيتنام.

## اقرأ أيضا
- دافيد كوبرفيلد
- قائمة مشاريع عملاقة
- تمثال الحرية (كابيتول الولايات المتحدة)

## وصلات خارجية
- الموقع الرسمي (بالإنجليزية)
- وثيقة أمريكية لتاريخ التمثال في الفترة بين 1952-1982 (بالإنجليزية)